# Klaus Mindrup

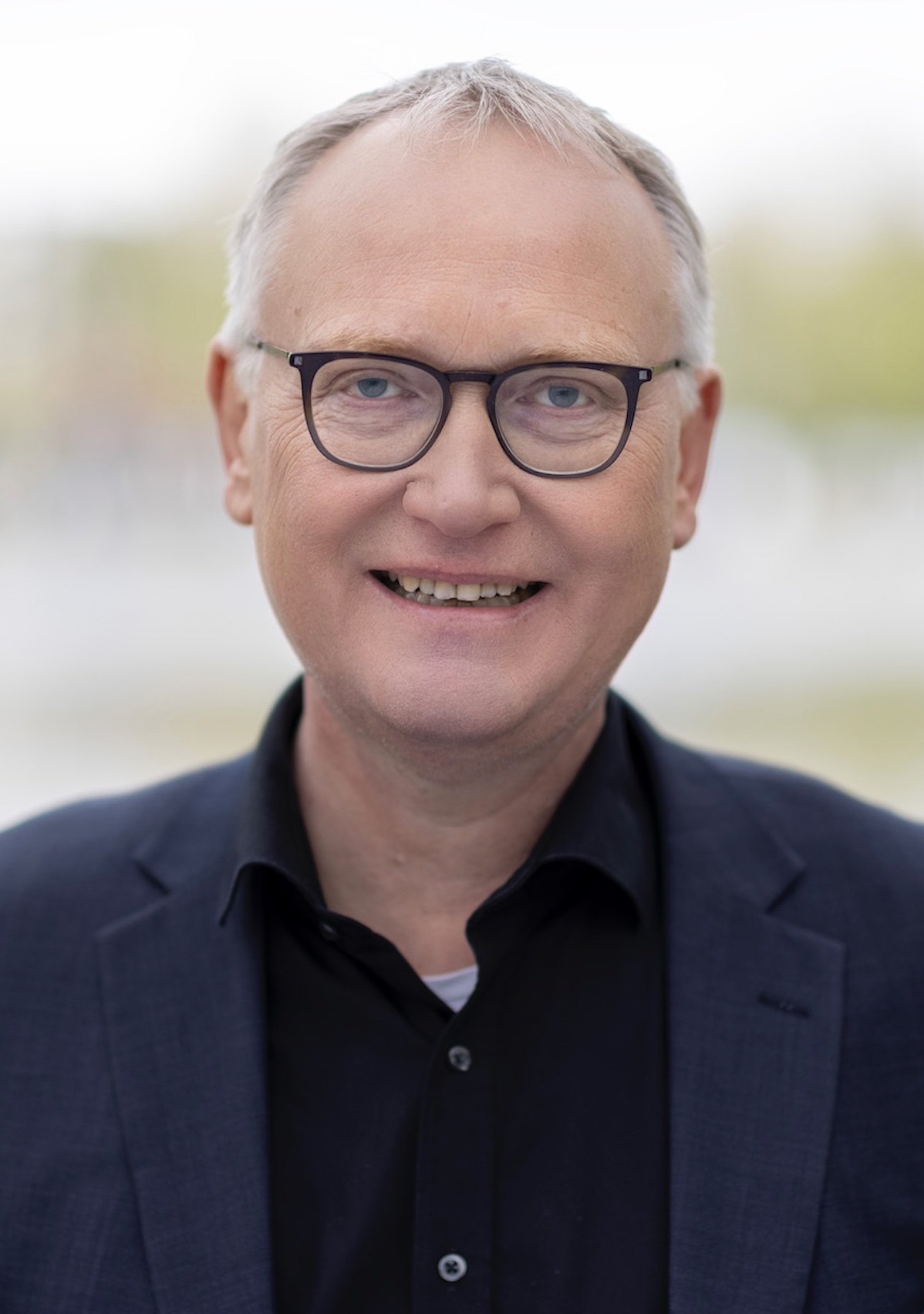
Klaus Mindrup, 2021

Klaus Mindrup (* 16. Mai 1964 in Lienen, Westfalen) ist ein deutscher Politiker der SPD und war von 2013 bis 2021 Mitglied des Deutschen Bundestages.

## Leben und Beruf
Nach dem Abitur studierte Klaus Mindrup Biologie an der Universität Osnabrück und schloss das Studium im Jahr 1988 mit Diplom, Schwerpunkt Ökologie ab. Von 1988 bis 2013 arbeitet er als freiberuflicher Gutachter und Entwickler. 2013 wurde er in den Bundestag gewählt. Er schied 2021 aus dem Bundestag aus und ist seitdem wieder freiberuflich tätig u. a. beim US-Klimaschutz-Think-Tank E3G.
Seit 1995 lebt er in Berlin, Prenzlauer Berg.
In der Zeit von 1998 bis Mai 2014 war er stellvertretender Vorsitzender beim UfU (Unabhängiges Institut für Umweltfragen e. V.).
Von 2002 bis 2021 war er Aufsichtsratsmitglied der Wohnungsbaugenossenschaft Bremer Höhe e.G. im Prenzlauer Berg, die als Dachgenossenschaft für unterschiedliche Hausprojekte agiert oder das ehemalige Stadtgut Hobrechtsfelde.
Seit dem Jahr 2021 ist Klaus Mindrup Aufsichtsrat der Cooperative Mensch eG (ehemals Spastikerhilfe Berlin eG) mit dem Ziel, Menschen mit Behinderungen in ihrer gesellschaftlichen Teilhabe zu unterstützen.
Seit 2023 ist Klaus Mindrup Aufsichtsrat der Mietergenossenschaft Selbstbau eG.
Von 2009 bis 2013 war er Mitglied im Bundesvorstand des BWE (Bundesverband Windenergie e. V.). In einem Fachartikel des Tagesspiegels ging Klaus Mindrup 2019 als Gastautor und Experte für das Thema auf die unterschätzten Möglichkeiten der Windenergie ein.
Seit 2023 ist Klaus Mindrup Mitglied im Rat des Bündnis Bürgerenergie für eine bezahlbare und sichere Energieversorgung unter breiter Beteiligung von Bürgerinnen und Bürgern. Er ist Mitglied des Berliner Komitees für UNESCO-Arbeit.
Klaus Mindrup war im Jahr 2013 das Opfer einer falschen und grob rufschädigenden Berichterstattung durch einen lokalen Blogger, gegen die er sich rechtlich zur Wehr setzen musste. Die zuständigen Gerichte gaben Klaus Mindrup in allen Belangen Recht. 
Mindrup ist geschieden.

## Politik
Klaus Mindrup ist seit 1982 Mitglied der SPD und von 2010 bis 2018 Mitglied des Landesvorstandes der SPD Berlin. Von 2005 bis 2013 war er Bundesparteitagsdelegierter der SPD Berlin.
Von 1999 bis 2014 war Mindrup Bezirksverordneter in der Bezirksverordnetenversammlung (BVV) in Berlin-Prenzlauer Berg und im Großbezirk Berlin-Pankow. Dort war er Vorsitzender des Ausschusses für Wirtschaft (2001–2003) und Vorsitzender des Ausschusses für Finanzen, Immobilienmanagement und Personal (2004–2006). 2001 bis 2008 war er Fraktionsvorsitzender der SPD, 2009 bis 2013 Finanzpolitischer und Stadtentwicklungspolitischer Sprecher SPD-Fraktion Pankow. In seiner Zeit als Bezirksverordneter hat er sich für die Sicherung bezahlbaren Wohnraumes eingesetzt. So war er als Bezirksverordneter an den Sozialplanverfahren der Gesobau beteiligt.
Bei der Wahl zum Abgeordnetenhaus von Berlin 2006 trat Klaus Mindrup als Direktkandidat im Wahlkreis Pankow 8 an. Mit einem Erststimmenergebnis von 28 Prozent verfehlte Mindrup jedoch den Einzug ins Abgeordnetenhaus. Stattdessen gewann der Kandidat der Grünen, Volker Ratzmann, mit 34,6 Prozent der Erststimmen den Wahlkreis direkt.
Von Oktober 2013 bis September 2021 war Mindrup Mitglied des Deutschen Bundestages. Er trat im Bundestagswahlkreis Berlin-Pankow an. Mindrup zog über die Landesliste in den Bundestag ein. Dort war Mindrup ordentliches Mitglied im Ausschuss für Umwelt, Naturschutz, Bau und Reaktorsicherheit sowie stellvertretendes Mitglied im Finanzausschuss.
Mit seinem Einzug in den Deutschen Bundestag war er Mitglied der Parlamentarischen Linken der SPD-Bundestagsfraktion.
Für die Bundestagswahl 2017 wurde Mindrup erneut vom SPD-Kreisverband Pankow als Direktkandidat für den Bundestagswahlkreis Berlin-Pankow aufgestellt. Die SPD Berlin wählte ihn mit 89 % wieder auf den Listenplatz 4 der Landesliste.
Im 19. Deutschen Bundestag war Mindrup ordentliches Mitglied im Ausschuss für Umwelt, Naturschutz und nukleare Sicherheit, sowie im Ausschuss für Bau, Wohnen, Stadtentwicklung und Kommunen. Zudem gehörte er als stellvertretendes Mitglied dem Finanzausschuss und der Enquete-Kommission „Künstliche Intelligenz“ an.
Am 26. Mai 2020 wurde Mindrup einstimmig zum neuen Sprecher der Berliner SPD-Bundestagsabgeordneten gewählt. Er löste damit Eva Högl ab.
Bei der Bundestagswahl 2021 wurde Mindrup nicht erneut in das Parlament gewählt. Er unterlag Stefan Gelbhaar mit 21,5 Prozent der Erststimmen im Wahlkreis Berlin-Pankow. Er war vorher bei der SPD-internen Wahl um einen aussichtsreichen Listenplatz unterlegen.

## Politische Positionen
Klaus Mindrup war Verhandler und Berichterstatter der SPD-Bundestagsfraktion für das Klimaschutzgesetz (2019) und dessen Novelle im Jahr 2021. Er setzt sich für einen Ausbau der erneuerbaren Energien in Deutschland ein.
Mindrup war Mitinitiator der Mieterstrom-Novelle und des Appells „Klimapolitik als Bürgerbewegung gestalten“.
Im Jahr 2010 stellte sich Mindrup gegen die Pläne des rot-roten Berliner Senats die städtische Berliner Immobilien Holding zu privatisieren. Sie verwaltete zu diesem Zeitpunkt knapp 40.000 Wohnungen und über 3000 Gewerberäume. Er kritisierte die Pläne des Senats als unwirtschaftlich: „Uns entgehen langfristig Einnahmen in Milliardenhöhe“.
Mindrup setzte sich für die Regulierung der Modernisierungsumlage der energetischen Sanierung ein.
In der Debatte um die Freihandelsabkommen TTIP und CETA äußerte sich Klaus Mindrup kritisch, insbesondere gegen die Schiedsgerichtsverfahren. Er sprach sich dafür aus, das Freihandelsabkommen nur unter Berücksichtigung der in Deutschland geltenden rechtlichen, ökologischen und sozialen Regeln zu verabschieden.